# Attività totale delle deiodinasi periferiche
L'attività totale delle deiodinasi periferiche (GD, anche SPINA-GD o somma delle attività de deiodinasi) definisce la quantità massima di triiodotironina che si può formare dalla tiroxina nell'intero organismo in condizioni di saturazione del substrato. È un valore approssimativo per l'attività delle 5'-deiodinasi ("deiodinasi step-up") al di fuori del SNC.
GD è sia un concetto teorico utilizzato nelle teorie fisiologiche sulla funzione tiroidea sia (come parametro calcolato) un biomarcatore per la diagnosi avanzata dei disturbi tiroidei.

## Determinazione
Nei sistemi di coltura cellulare, l'efficienza di deiodinazione può essere determinata misurando la produzione di T3 o il rilascio di iodio in condizioni di saturazione del substrato con T4. L'attività di deiodinazione dell'intero organismo può essere valutata misurando la produzione di iodio radioattivo dopo aver caricato l'organismo con tiroxina marcata.
In vivo, la SPINA-GD viene misurata con
{\displaystyle {\hat {G}}_{D}={{\beta _{31}(K_{M1}+[FT_{4}])(1+K_{30}[TBG])[FT_{3}]} \over {\alpha _{31}[FT_{4}]}}}
o
{\displaystyle {\hat {G}}_{D}={{\beta _{31}(K_{M1}+[FT_{4}])[TT_{3}]} \over {\alpha _{31}[FT_{4}]}}}
calcolato dalle concentrazioni sieriche di tiroxina libera e triiodotironina libera o legata.
I parametri costanti dell'equazione sono:
{\displaystyle \alpha _{31}}: Fattore di diluizione per T3 (reciproco del volume apparente di distribuzione, 0,026 l−1)
{\displaystyle \beta _{31}}: Esponente di clearance per T3 (8e-6 sec−1), cioè la costante di velocità di degradazione
KM1: Affinità della deiodinasi di tipo 1 (5e-7 mol/l)
K30: affinità T3-TBG (2e9 l/mol)

## Intervallo di riferimento
| Limite inferiore | Limite superiore | Unità di misura |
| ---------------- | ---------------- | --------------- |
| 20               | 40               | nmol/s          |

Le equazioni e i loro parametri sono stati calibrati per esseri umani adulti con una massa corporea di 70 kg e un volume plasmatico di circa 2,5 litri.

## Significato clinico
La SPINA-GD è correlata all'indice di massa corporea e al livello di TSH in individui sani. Si riduce in caso di sindrome del malato eutiroideo (TACITUS) con ipodeiodinazione. La SPINA-GD è ridotta anche in alcune malattie croniche come la sindrome da fatica cronica. Allo stesso modo sindrome del malato eutiroideo può essere la ragione delle variazioni di SPINA-GD nei soggetti trattati con inibitori dei checkpoint immunitari per cancro.
Nei pazienti gravemente feriti che hanno subito un politrauma, SPINA-GD prevede la mortalità. Questo vale anche dopo la correzione per altri fattori di rischio noti come l'età, il punteggio APACHE II e il legame alle proteine plasmatiche degli ormoni tiroidei. Analogamente, in un ampio studio basato su un registro, una SPINA-GD ridotta ha predetto una prognosi sfavorevole della sindrome di Takotsubo.
Negli uomini con ipertiroidismo, sia la SPINA-GT che la SPINA-GD sono correlate negativamente con la funzione erettile e la soddisfazione sessuale.
La terapia sostitutiva con selenometionina determina un aumento delle prestazioni di deiodinazione step-up in soggetti con tireopatia autoimmune.
Forse a causa di una reazione dello shunt TSH-T3, la SPINA-GD è elevata nell'ipotiroidismo non trattato rispetto ai soggetti sani, ma diminuisce nuovamente in caso di terapia sostitutiva con levotiroxina. Inoltre, in uno studio condotto su oltre 300 pazienti in trattamento con levotiroxina, la performance di deiodinazione è risultata essere un fattore predittivo indipendente della dose sostitutiva.
Nella tireotossicosi latente, la capacità di deiodinizzazione è significativamente più bassa se è dovuta a una tireotossicosi fittizia rispetto al caso di un vero ipertiroidismo (cioè dovuto a un'aumentata attività della perossidasi tiroidea, ad esempio nella malattia di Graves o nell'autonomia).. Pertanto, la SPINA-GD è ovviamente adatta come biomarcatore efficace per la diagnosi differenziale della tireotossicosi..
Gli interferenti endocrini possono avere un forte effetto sull'attività delle deiodinasi step-up. Ciò è supportato, ad esempio, dalle correlazioni positive di SPINA-GD con le concentrazioni urinarie di cadmio e ftalati e dalle correlazioni negative con le concentrazioni di mercurio e bisfenolo A.